# Kiddæssancen (album)
Kiddæssancen er debutstudiealbum fra rapperen Kidd, som er opfølgeren til det succesfulde "Greatest Hits 2011". Albummet udkom den 19. maj 2014 og ganske kort efter at det kunne forudbestilles, indtog det førstepladsen på iTunes.
Førstesinglen "Brunt øje" udkom den 14. marts på Spotify, mens det udkom officielt på øvrige digitale tjenester den 17. marts 2014. Andensinglen "Ryst Pagne" udkom den 25. april 2014.

## Spor
| #   | Titel                               | Sangskriver(e) | Længde |
| --- | ----------------------------------- | -------------- | ------ |
| 1.  | "Blæst igen"                        |                | 3:28   |
| 2.  | "Brunt øje"                         |                | 3:55   |
| 3.  | "Gud er kærlighed"                  |                | 3:55   |
| 4.  | "Mister mig selv, Skit #1"          |                | 3:19   |
| 5.  | "Kærlighed koster KR"               |                | 3:26   |
| 6.  | "Uovervindelig"                     |                | 2:58   |
| 7.  | "Ryst' pagne"                       |                | 4:18   |
| 8.  | "Ligeglad, skit #2"                 |                | 0:56   |
| 9.  | "Kongerne af 2011" (featuring Kesi) |                | 3:17   |
| 10. | "Universets centrum"                |                | 3:35   |